# Ludovico Porcelletto
Ludovico Porcelletto (Villar del Varo, 1550 – Torino, 1619) è stato uno scrittore italiano.

## Biografia
Nato a Villar del Varo nell'allora Contea di Nizza sabauda, si trasferì a Nizza, poi a Mondovì e infine a Torino dove si laureò in giurisprudenza all'Università di Torino il 27 luglio 1606. Diventato docente nella stessa università fu nello stesso periodo rappresentante e procuratore di alcuni comuni della vicaria di Barcellonetta e anche di alcuni comuni della Contea di Nizza.
In seguito venne chiamato alla corte di Carlo Emanuele I di Savoia nella capitale sabauda. Morì a Torino nel 1619.

## Opere
- Oda et epigramma in felicissimo reditu serenessimi Victoris Amedei et Hispania Tautrini, Torino 1614.
- Choreuma Palmetum Heroina a Sabaudia Putaznea suis Spinetum Ludovici Porcelletti Villarriensis iud in passionem Domini secundum Matthaeum serenessimo Carolo Emmanueli Sabaudiae duci etc; Augustae Taurinorum apud Joannem Antonium Disserolium, Torino, 1609.
- I complimenti di Paolo Filippi della Briga, Torino, 1609.
- Un'ode latina di Ludovico Porcelletto nel ritratto panegirico del Cav. Marino, Torino, 1614.
- Historia del Amedeo terzo duca di Savoja, del PDP Francesco Maleto, Torino, 1615.